# 천안 만일사 석불좌상
천안 만일사 석불좌상(天安 晩日寺 石佛坐像)은 대한민국 충청남도 천안시 성거읍, 만일사에 있는 석불 좌상이다. 1984년 5월 17일 충청남도의 문화재자료 제256호로 지정되었다.
자연동굴 안의 암벽에 조각한 좌상으로 정면이 서북쪽을 향하고 있는 석가여래상이다. 부처의 머리 부분은 육계가 없이 둥글게 되어 있고, 이마에는 흰 유리 구슬로 백호를 끼웠다. 얼굴의 모습은 눈을 감은 형태에 귀가 길고 코도 그리 높지 않게 표현하였다. 목에는 삼도의 표현이 있는데, 머리 부분은 잘려 나갔던 것을 거두어서 다시 붙인 것이다. 만일사의 석탑이나 마애불에 비하면 조각이나 수법이 세련되지 못하였다. 불상의 양식이나 주변의 유물로 보아 고려시대의 작품으로 짐작된다.

## 같이 보기
- 만일사

## 참고 문헌
- 《문화유적총람》사찰편, 충청남도, 1990년
- 《충남지역의 문화유적》7집, 백제문화개발연구원, 1993년
- 《천안시사》, 천안시, 1997년
- 《충청남도지정문화재해설집》, 충청남도, 2001년

## 참고 자료
- 천안 만일사 석불좌상 - 국가유산청 국가유산포털